# موش زمستان‌خواب خاموش
موش زمستان‌خواب خاموش (نام علمی: Graphiurus surdus) نام یک گونه از سرده موش زمستان‌خواب آفریقایی است.